# Józef Dwernicki

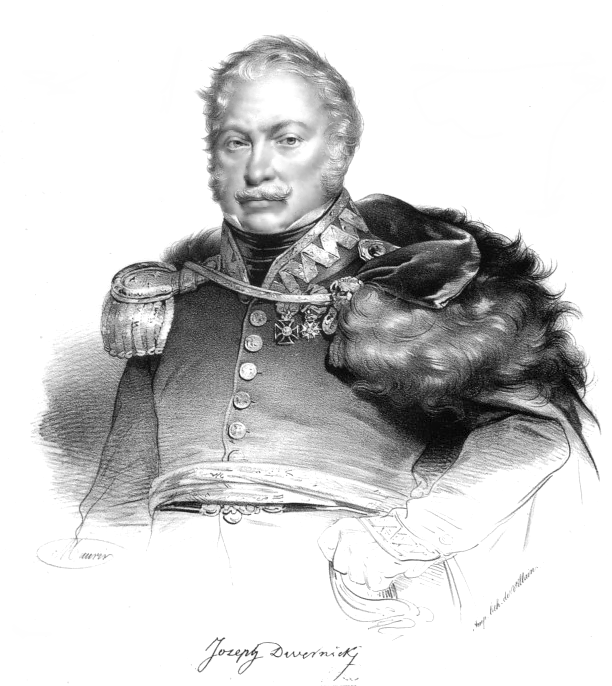

Józef Dwernicki (* 19. März 1779 in Warschau; † 23. Dezember 1857 in Lopatyn auf dem Landgut des Grafen Zamoyski) war ein polnischer General.
Dwernicki trat der Polnischen Legion bei und nahm 1809 am Feldzug Poniatowskis in Ostgalizien teil und zog 1812 mit nach Russland. Nach dem Rückzug wurde er 1814 zum Oberst befördert. Nach dem Frieden trat er in die Dienste Russlands ein und wurde 1826 Brigadegeneral. 
Nach dem Ausbruch des Novemberaufstandes 1830 wurde ihm die Organisation der polnischen Kavallerie übertragen. Er erkämpfte am 14. Februar 1831 bei Stoczek den ersten Sieg über die Russen. Er wurde dann nach Wolhynien gesandt und nahm eine feste Stellung bei Boremel gegen das Rüdigersche Korps. Am 19. April gewann er einige Vorteile, musste dann aber der russischen Übermacht weichen, bewerkstelligte jedoch seinen Übergang über den Styr. Er wurde aber schließlich von General Rüdiger bei Moskalówka eingeschlossen und trat am 27. April 1831 nach Galizien über. Sein Korps musste kriegsgefangen nach Ungarn ziehen. 
Seit 1832 lebte Dwernicki zeitweise in Frankreich und in London. 1848 kehrte er nach Galizien zurück, wo er im Dezember 1857 in Lopatyn auf dem Landgut des Grafen Zamoyski starb.